# Vagn Smidt
Vagn "Krudt" Smidt (født 1959) er et medlem af Hells Angels, som i Østre Landsret blev idømt 16 års fængsel i 1998 et for drab og tre drabsforsøg. Lørdag den 7. juni 1997 havde han skudt mod fire medlemmer af Bandidos uden for en restaurant i Liseleje. Episoden var en del af rockerkrigen som i årene 1994-97 kostede 11 mennesker livet.
Den 20. november 1998 skærpede Højesteret dommen til fængsel på livstid.
Den 30. juni 2014 blev Vagn Smidt løsladt fra Statsfængslet Østjylland efter at have afsonet 17 års fængsel.